# Karviná-Darkov
Karviná-Darkov – przystanek kolejowy w Karwinie, w kraju morawsko-śląskim, w Czechach. Znajduje się na wysokości 224 m n.p.m.

## Historia
Przystanek kolejowy został otwarty 26 maja 1963 roku. Posiadał na peronie pierwszym budynek stacyjny z poczekalnią i kasami oraz wiatę przystankową z częścią ogrzewaną na peronie drugim, które były zdewastowane oraz zostały zlikwidowane w 2008 roku. Na przystanku znajdowała również się kładka nad torami kolejowymi zlikwidowana w 2011 roku. Ze względu na niewielkie potoki podróżnych w 2013 roku zarządca infrastruktury kolejowej planował zlikwidowanie przystanku, jednak zaprotestowały władze Karwiny. Część pociągów osobowych nie zatrzymuje się na tym przystanku.